# Synagoge (Neuwied)

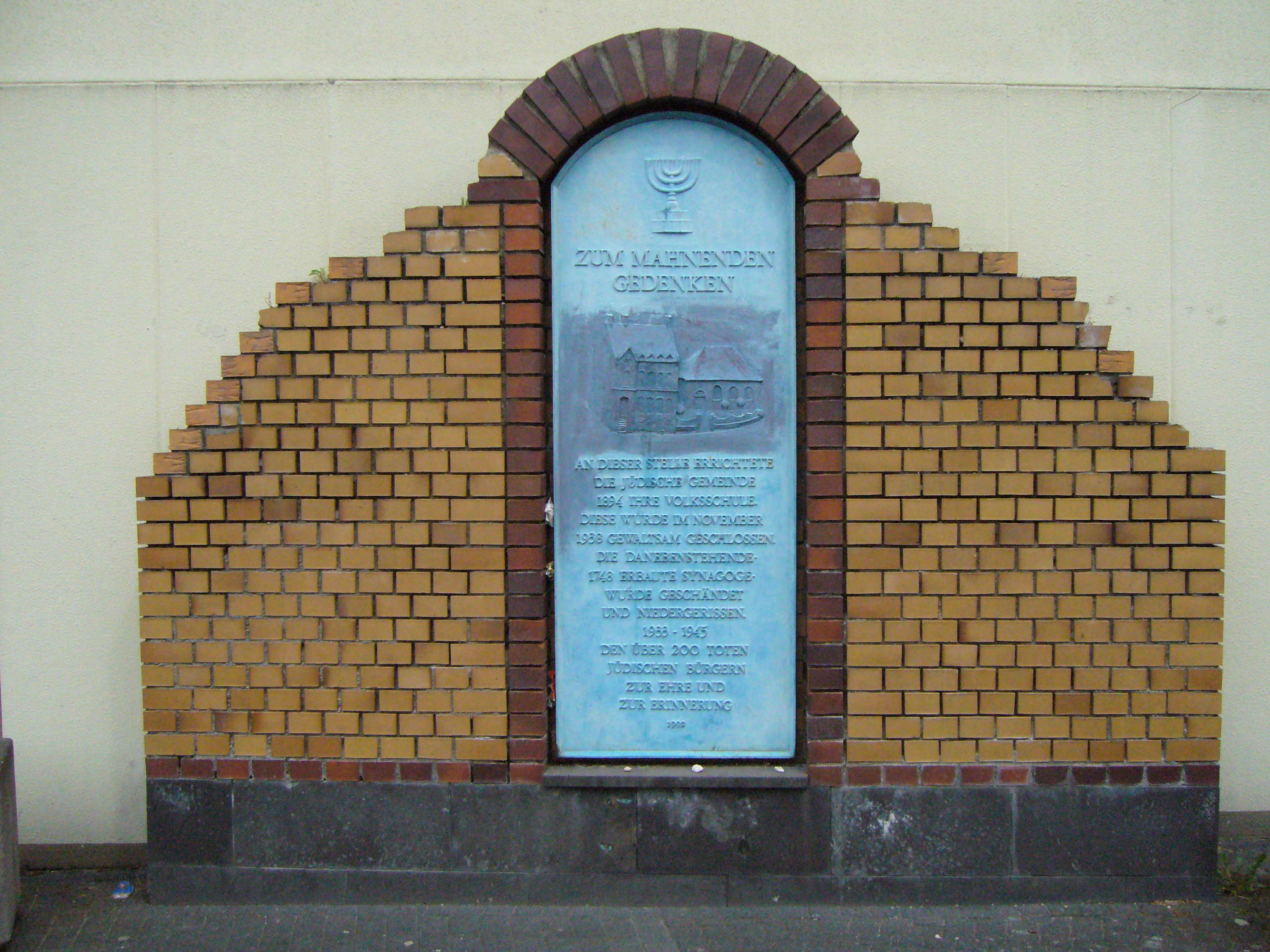
Gedenkstätte für die jüdische Gemeinde Neuwied

Die Synagoge in Neuwied, einer Stadt im nördlichen Rheinland-Pfalz, wurde 1748 eingeweiht und 1938 zerstört. Sie befand sich am Anfang der Engerser Straße, die 1983 in Synagogengasse umbenannt wurde.

## Geschichte
Im Jahr 1699, 46 Jahre nach Gründung der Stadt durch Graf Friedrich III. von Wied, waren im Einwohnerverzeichnis von Neuwied die Namen von 10 Juden aufgeführt, 1734 waren es 19 Namen.
Die jüdische Gemeinde Neuwied besaß zunächst einen Betsaal in der unteren Schlossstraße. Als die Gemeinde größer wurde, plante man ab 1739 den Bau einer Synagoge. Graf Friedrich Alexander stellte ein Grundstück in unmittelbarer Nähe des Schlosses und zum Bau 10 Holzstämme, 200 Karren Steine sowie 100 Karren Sand zur Verfügung.
Der Bau der Synagoge zog sich über mehrere Jahre hin und im Frühjahr 1748 war der Bau fertiggestellt. Am 13. August 1748 wurde die Synagoge feierlich eingeweiht, wobei der aus Ungarn stammende Rabbiner Lazarus Salomon die Festrede hielt.
Eine Neugestaltung des Inneren der Synagoge erfolgte kurz vor dem Ersten Weltkrieg durch den Neuwieder Maler, Zeichner und Graphiker Gustav Bernhard Rüschhoff (1886–1947).

## Zeit des Nationalsozialismus
Beim Novemberpogrom 1938 wurde die Synagoge am Morgen des 10. November 1938 geplündert, die Einrichtung zertrümmert und die Marmortafel mit den Namen der im Ersten Weltkrieg gefallenen Gemeindeglieder entfernt. Das Gebäude wurde wenig später abgebrochen.

## Architektur
Der eingeschossige Walmdachbau stand zurückversetzt von der Straße. Die Fassade besaß drei breite hohe Rundbogenfenster mit profiliertem Gewände. Links davon befand sich das Portal mit einem Sprenggiebel bekrönt. Ein 1871 gestifteter Toravorhang befindet sich seit 2001 in der Koblenzer Synagoge.

## Gedenken
Im Jahr 1960 wurde an der ehemaligen jüdischen Volksschule, die Synagoge stand rechts daneben, eine Gedenktafel zur Erinnerung an die jüdische Schule und die Synagoge angebracht. Nach dem Abbruch des Hauses 1980 wurde die Gedenktafel 1983 an dem hier neu errichteten Geschäftshaus angebracht. 1983 wurde die Engerser Straße zwischen Schlossstraße und Theaterplatz in Synagogengasse umbenannt.